# Jiefang (sockenhuvudort i Kina, Heilongjiang Sheng, lat 47,65, long 125,49)
Jiefang (kinesiska: 解放, 解放乡) är en sockenhuvudort i Kina. Den ligger i provinsen Heilongjiang, i den nordöstra delen av landet, omkring 230 kilometer norr om provinshuvudstaden Harbin. Antalet invånare är 19 927. Befolkningen består av 9 731 kvinnor och 10 196 män. Barn under 15 år utgör 14,0 %, vuxna 15-64 år 78 %, och äldre över 65 år 6,0 %.
Runt Jiefang är det ganska tätbefolkat, med 120 invånare per kvadratkilometer. Närmaste större samhälle är Zhongxin, 12,7 km väster om Jiefang. Trakten runt Jiefang består till största delen av jordbruksmark.
Genomsnittlig årsnederbörd är 861 millimeter. Den regnigaste månaden är juli, med i genomsnitt 289 mm nederbörd, och den torraste är januari, med 7 mm nederbörd.